# La macchina ammazzacattivi
La macchina ammazzacattivi è un film del 1952 diretto da Roberto Rossellini. È una commedia fantastica.

## Trama
Il fotografo di un piccolo paese del Sud Italia, Celestino, incontra uno strano personaggio che lo dota di un potere sovrannaturale: attraverso la sua macchina fotografica può decidere la vita e la morte delle persone ritratte.
Convinto di essere portatore della volontà di sant'Andrea, Celestino inizia lo sterminio di tutti i cattivi del paese, in nome del bene. Tuttavia, ben presto capirà che il confine tra bene e male è molto sottile.

## Produzione
Sebbene le riprese fossero iniziate nel 1948, la pellicola fu portata a termine - probabilmente dagli assistenti del regista - nel 1951 e venne distribuita soltanto nel 1952 a causa di difficoltà e interruzioni.
L'intero film è stato girato interamente in costiera amalfitana e in particolare ad Atrani, Amalfi e Maiori.
Proprio quest'ultimo paese fu da Rossellini usato spesso come location nelle sue produzioni cinematografiche come Paisà, Viaggio in Italia e L'amore.
Nel cast sono presenti importanti caratteristi della commedia italiana, tra i quali Giacomo Furia e Carlo Giuffré.

## Accoglienza e critica
(Fantafilm)